# Alfonso Riguzzi
Alfonso Riguzzi (Pieve di Cento, 5 april 1861 – Palermo, 23 februari 1903) was een officier in het leger van het koninkrijk Italië. Hij onderscheidde zich in de koloniale oorlogen in Oost-Afrika.

## Levensloop
Riguzzi groeide op in Pieve di Cento, een stad destijds in de provincie Ferrara. Zijn vader had hem voorbestemd om classicus te worden doch Riguzzi trok naar het leger aan de leeftijd van achttien jaar (1879). Hij behaalde de graad van sergeant (1880). 
Hij trok naar Oost-Afrika waar Italië zich als koloniale mogendheid nestelde, uitgaande van Massawa, dat nadien hoofdstad werd van Italiaans-Eritrea. In de jaren 1880 bevocht Riguzzi het Soedanese leger van Mohammed Ahmad ibn Abd Allah. Deze Soedanees had de koloniale macht van Egyptenaren en Britten van zich afgeschud. Italië steunde de Egyptenaren en Britten. In 1887 werd Riguzzi bevorderd tot luitenant. Hij keerde evenwel naar Italië terug om gezondheidsredenen.
In 1892 keerde Riguzzi terug naar Italiaans-Eritrea. Hij geraakte in verschillende schermutselingen betrokken tegen Ethiopië. In 1895 brak de Eerste Italiaans-Ethiopische Oorlog pas echt uit. Eerst vocht Riguzzi in de Slag van Coatit (1895). Nadien zat Riguzzi omsingeld in het kleine fort van Maccalè, nadien Mek'ele geheten. De troepen van keizer Menelik II van Ethiopië belegerden Maccalè van december 1895 tot januari 1896. Het fort stond onder leiding van Giuseppe Galliano. Riguzzi liet er zich opmerken door zijn heldhaftigheid. De Italianen capituleerden begin 1896 en konden zich met moeite terugplooien achter de Italiaanse linies. Riguzzi vocht verder in de Slag bij Adwa (1896).
In 1897 keerde Riguzzi terug naar Italië. Hij ontving een bevordering tot kapitein van de Bersaglieri, een infanterie-eenheid. Kapitein Riguzzi was vereerd met de volgende eretekens: twee Zilveren medailles voor Dapperheid, ridder in de Orde van de Italiaanse Kroon en ridder in de Militaire Orde van Savoye.
Riguzzi stierf in Palermo ten gevolge van ernstige koortsaanvallen (1903). Hij werd begraven op de begraafplaats Rotoli in Palermo.

## Eerbewijs
Zijn geboortedorp Pievi di Cento liet een borstbeeld van hem aanbrengen aan de voorgevel van het gemeentehuis (1904). In de herdenkingsplaat wordt herinnerd aan zijn gevechten in Oost-Afrika, en met name expliciet in het Beleg van Maccalè.

## Illustraties Beleg van Maccalè

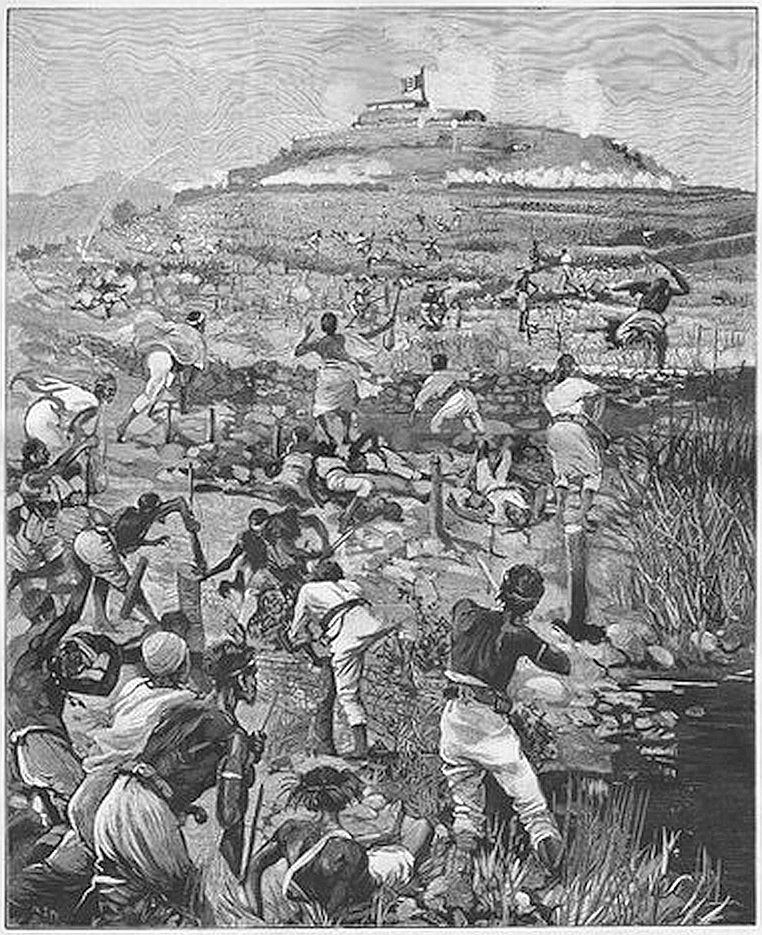
Ethiopiërs belegeren de Italianen in Maccalè
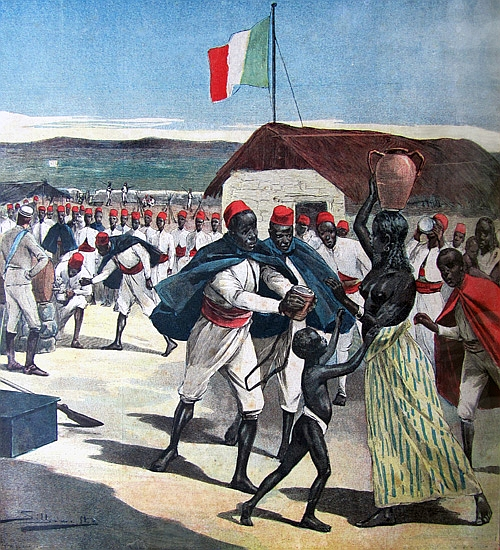
Laatste waterbedeling voor de capitulatie